# پاکوچک
پاکوچک (به انگلیسی: Little Foot)، (اس تی دبلیو۵۷۳ Stw 573) نام مستعاری برای اسکلت فسیلی نزدیک به کاملی از جنوبی‌کپی (آسترالوپیتکوس Australopithecus) است که در سال‌های ۱۹۹۴–۱۹۹۸ در سیستم غاری استرک‌فونتین، در آفریقای جنوبی یافت شده‌است. نام مستعار «پا کوچک» به این فسیل در سال ۱۹۹۵ داده شد. از ساختار چهار استخوان مچ پا پژوهشگران توانستند اطمینان حاصل کنند که دارندهٔ آن می‌توانسته راه برود. بازیابی استخوان‌ها بسیار دشوار و خسته کننده بود؛ زیرا آنها به‌طور کامل در سنگ‌های بتن مانندی گنجانده شده‌اند. به همین دلیل است که بازیابی و حفاری این سایت حدود ۱۵ سال به درازا کشید تا بتواند کامل شود.

## کشف

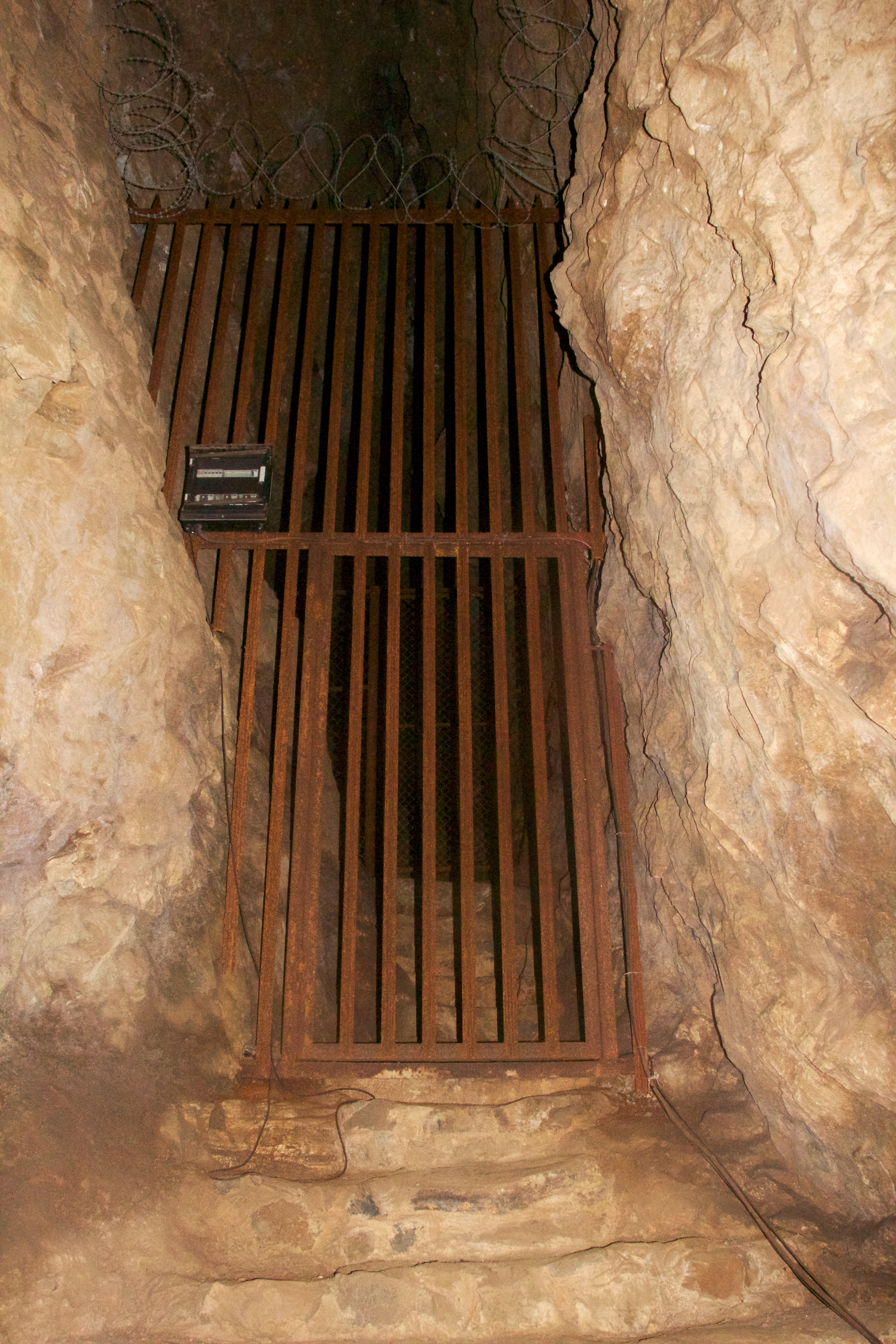
محل کشف بقایای پاکوچک

چهار استخوان مچ پا در سال ۱۹۸۰ جمع‌آوری شد ولی این استخوان‌ها در میان بسیاری از استخوان‌های دیگر پستان‌داران ناشناخته ماندند. تنها پس از سال ۱۹۹۲، با ابتکار فیلیپ توبیاس، صخرهٔ بزرگی را در آن غار ترکاندند که آن حاوی تجمع غیرمعمولی از فسیل بود. فسیل‌های بازیافت شده از غار جمع‌آوری گردید و توسط رونالد جی کلارک؛ دیرینه‌انسان‌شناس، مورد بررسی دقیق قرار گرفتند.
در سال ۱۹۹۴ هنگامی که رونالد جی کلارک سرگرم بررسی جعبه‌های موزه که برچسب «میمون بَرّ قدیم» داشتند و حاوی قطعات فسیلی بودند، بود چندین فسیل را شناسایی کرد که به روشنی و بی‌تردید (انسان‌تبار hominin) بودند. او چهار استخوان پای چپ را درشت (قاپ، ناوسان، میخی و کف‌پایی نخست) را شناخت که به احتمال زیاد همه متعلق به یک فرد بود. این قطعات از غار (سیلبربرگ Silberberg)؛ یک غار بزرگ درون مجموعه غاری استرک‌فونتین به دست آمده‌است. آن‌ها متعلق به سردهٔ (جنوبی‌کپی Australopithecus) هستند توصیف و فهرست شده و به عنوان (اس تی دبلیو۵۷۳ Stw 573) طبقه‌بندی شده‌اند.
با توجه به ماهیت ریزنقش استخوان‌ها، آن‌ها «پاکوچک» نامیده شدند.
نام پاکوچک بعد از آن به این اسکلت گفته شد که کشف استخوان‌های کف پایش نشان داد این موجود روی دو پا راه می‌رفته‌است. این اسکلت در مرحله اول در سال ۱۹۹۵ به عنوان گونه Australopithecus africanus تشخیص داده شد اما با کشف سرش در ۱۹۹۸ مشخص شد که ویژگی‌های آن، هر چند با ویژگی‌های جنس آسترالوپیتکوس همخوان است اما احتمالاً متعلق به گونه‌ای ناشناخته و پیش از این دیده نشده از این جنس است.
اکنون کلارکس این اسکلت را متعلق به یک گونه منحصر به فرد از آسترالوپیتسی‌ها به نام Australopithecus Prometheus می‌داند. تعیین سن این‌گونه به دلیل فقدان لایه‌های آتشفشانی در محل دشوار بود و نخستین حدس‌ها چیزی بین ۳ تا ۳٫۵ میلیون سال را تخمین زدند. اما در نهایت سن‌یابی با رادیوایزوتوپ در سال ۲۰۱۵ سن پاکوچک را ۳٫۶۷ میلیون سال تعیین کرد.